# Oithonidae
Oithonidae é uma família de copépodes pertencentes à ordem Cyclopoida.
Géneros:
- Dioithona Kiefer, 1935
- Oithona Baird, 1843
- Pontoeciella